# خانم میزل شگفت‌انگیز
خانم میزل شگفت‌انگیز (انگلیسی: The Marvelous Mrs. Maisel) مجموعه تلویزیونی کمدی-درام ساخته ایمی شرمن-پالادینو است که از ۱۷ مارس ۲۰۱۷ از پرایم ویدئو پخش شد. ستاره این داستان خانم میزل است که نقش زنی خانه‌دار در نیویورک ۱۹۵۸ را بازی می‌کند که احساس می‌کند در استندآپ کمدی استعداد دارد.
فصل اول مجموعه برنده دو جایزهٔ گلدن گلوب بهترین مجموعه کمدی و بهترین بازیگر زن مجموعه کمدی و پنج جایزهٔ امی شد. در ۲۰ مه ۲۰۱۸ مجموعه پیش از پخش فصل دوم، فصل سوم این سریال نیز پخش شدو فصل چهارم در حال ساخت است. پخش فصل چهارم این سریال در اواخر سال ۲۰۲۱ شروع خواهد شد. فصل دوم از ۵ دسامبر ۲۰۱۸ روی آنتن رفت. در مراسم گلدن گلوب ۲۰۱۹ نیز ریچل بروزناهان برای فصل دوم موفق به دریافت جایزه بهترین بازیگر زن در مجموعه کمدی شد. در گلدن گلوب ۲۰۲۰ این سریال در دو بخش بهترین سریال کمدی و بهترین بازیگر زن کمدی نامزد بود.

## خلاصه فصل‌های سریال
فصل ۱: بیداری خلاقانه
در نیویورک سال ۱۹۵۸، میریام «میدج» میزل، یک خانه‌دار جوان یهودی-آمریکایی، پس از ترک ناگهانی همسرش جوئل، کمدین آماتور، به دنبال یک شکست دردناک در کافه گاسلایت، به استندآپ کمدی روی می‌آورد. در حالی که مست و افسرده است، میدج به کافه برمی‌گردد و با یک اجرای بداهه و بی‌قید و بند، مشکلاتش را بیان می‌کند که منجر به دستگیری او می‌شود. او در زندان با لنی بروس، کمدین معروف، آشنا می‌شود که به دلیل استفاده از الفاظ رکیک دستگیر شده است. سوزی مایرسون، مدیر کافه گاسلایت، با تشخیص استعداد خام میدج، او را در زمینه کمدی استندآپ راهنمایی می‌کند.
فصل ۲: ورود به دنیای کمدی
میدج به‌طور مخفیانه مهارت‌های کمدی خود را در کافه گاسلایت تقویت می‌کند و با سوزی به تور می‌رود. تورنوردی برای زنان کمدین سخت است و با تبعیض روبرو می‌شوند. میدج از پیشنهاد کمدین سوفی لنون مبنی بر استفاده از شخصیت‌های کلیشه‌ای برای رقابت در دنیای مردانه کمدی، خودداری می‌کند و به عنوان خودش با نام هنری «خانم میزل» اجرا می‌کند. پس از اینکه میدج عمل کمدی سطحی سوفی را مورد انتقاد قرار می‌دهد، مدیر انتقام‌جوی سوفی باعث می‌شود که میدج از کلوپ‌های نیویورک اخراج شود. میدج با پشتکار به کار خود ادامه می‌دهد و فرصتی بزرگ به عنوان مهمان ویژه در تور خواننده معروف شای بالدوین پیدا می‌کند.
فصل ۳: تعادل بین حرفه و زندگی شخصی
میدج در حین تور با شای بالدوین، بین حرفه و زندگی خانوادگی خود تعادل برقرار می‌کند و اجرای خود را برای مخاطبان غیر نیویورکی تنظیم می‌کند. پس از طلاق، میدج و جوئل همچنان در زندگی یکدیگر حضور دارند و روابط جدیدی را تجربه می‌کنند. جوئل یک کلوپ شبانه کوچک در محله چایناتاون نیویورک افتتاح می‌کند و متوجه می‌شود که صاحبخانه‌هایش یک قمارخانه غیرقانونی در طبقه پایین اداره می‌کنند. تنش‌ها زمانی افزایش می‌یابد که میدج در ابتدا با مدیریت سایر مشتریان توسط سوزی، از جمله سوفی لنون، مخالف است؛ او نمی‌داند که سوزی برای کمک حرفه‌ای به ارتباطات مافیایی متکی است. پس از اشاره بی‌دقت به همجنس‌گرایی شای در طول یک اجرا، میدج اخراج می‌شود.
فصل ۴: احیای حرفه
پس از فاجعه شای بالدوین، میدج تصمیم می‌گیرد که فقط در اجراهای اصلی شرکت کند، اما موفقیت چندانی کسب نمی‌کند. سوفی لنون به میدج یک فرصت حرفه‌ای می‌دهد اما بعداً با حسادت مانع پیشرفت او می‌شود. در همین حال، کلوپ شلوغ جوئل توجه ناخواسته‌ای را به فعالیت‌های غیرقانونی صاحبخانه‌هایش جلب می‌کند. میدج به عنوان مجری کمدی در کلوپ بورلسک ولفرورد مشغول به کار می‌شود و با رضایت در آنجا می‌ماند تا اینکه یک حمله پلیس کلوپ را تعطیل می‌کند. لنی بروس به میدج کمک می‌کند تا اعتماد به نفس خود را بازیابد و حرفه خود را دوباره راه‌اندازی کند.
فصل ۵: میراث ماندگار
داستان در دهه‌های ۱۹۶۰ تا ۲۰۰۰ جریان دارد. در اوایل دهه ۶۰، میدج که هنوز هم از نظر حرفه‌ای در حال تلاش است، به عنوان نویسنده در برنامه گوردون فورد استخدام می‌شود و با همکاران مرد رقابت می‌کند. نگاهی به آینده نشان می‌دهد: میدج سوزی را پس از اطلاع از ارتباطات مافیایی او با جوئل برای محافظت از میدج اخراج می‌کند. با پیشرفت حرفه میدج، لنی بروس به اعتیاد به مواد مخدر دچار می‌شود. پس از استفاده از یک فرصت، میدج به یک ستاره بزرگ کمدی تبدیل می‌شود اما زندگی شخصی آشفته‌ای با ازدواج‌های متعدد، از دست دادن عزیزان، روابط پرتنش، از جمله دو فرزند بزرگسالش، و آشتی‌های نهایی دارد. در طول این مدت، میدج و جوئل به هم نزدیک هستند.